# Zakupniki (Skorzów)
Zakupniki – część wsi Skorzów w Polsce, położona w województwie świętokrzyskim, w powiecie buskim, w gminie Busko-Zdrój.
W latach 1975–1998 Zakupniki administracyjnie należały do województwa kieleckiego.